# Progress MS-14
Progress MS-14 – misja statku transportowego Progress, prowadzona przez rosyjską agencję kosmiczną Roskosmos na potrzeby zaopatrzenia Międzynarodowej Stacji Kosmicznej.

## Ładunek
Całkowity ładunek, który Progress MS-14 dostarczył na Międzynarodową Stację Kosmiczną, ponad 2,5 t towaru. Na pokładzie zmieściło się 700 kg paliwa i gazów do systemów stacji, 1350 kg suchego zaopatrzenia w tym jedzenia, sprzętu konserwacyjnego, rzeczy dla załogi i eksperymentów naukowych, 429 kg wody i 46 kg powietrza do systemów podtrzymywania życia.
Progress MS-14 miał pozostać zadokowany do stacji do grudnia 2020 r., jednak oddokowanie nastąpiło 27 kwietnia 2021 r.